# شبكة شارلوت

غلاف الكتاب.

شبكة شارلوت (بالإنجليزية:  Charlotte's Web)‏ هي رواية للأطفال للكاتب الأمريكي الشهير إلوين برووكس وايت "E. B. White.". طبع للمرة الأولي في العام 1952، ويحكي قصة خنزير اسمه ويبور وصداقته بأنثى العنكبوت والتي اسمها شارلوت. سبق للكتاب أن صنف كونه من أفضل كتب الأطفال مبيعا على الإطلاق وذلك في العام 2000. كتب الفيلم بطريقة وايت المبسطة كما اعتبر كتاب شبكة شارلوت من كلاسيكيات أدب الأطفال، والتي يتمتع بها البالغون أيضا.

## الرواية
تبدأ القصة عندما تضع أنثى الخنزير الخاصة بالمزارع جون أربلز بضعة خنازير صغيرة، ومع الوقت يلاحظ أربلز أن أحدها قزم ولاينمو بالشكل المطلوب، فيقرر قتله. في ذلك الوقت ترجوه ابنته البالغة من العمر ثماني سنوات أن لايقوم بقتله، فيقرر والدها أن يمنحها الخنزير الصغير كحيوان أليف لها، بدورها تطلق عليه اسم «ويبر».
يظل ويبر مع فيرن لعدة أسابيع ثم يقرر والدها أن يبيعه لعمها، وتداوم فيرن على زيارة ويبر في مزرعة عمها وقتما استطاعت. إلا أن ويبر يزداد شعوره بالوحدة يوما بعد الآخر.
في نهاية المطاف يستمع ويبر لصوت دافئ يخبره أنه بإمكانها أن تكون صديقة له. هذا الصوت هو لشارلوت، أنثى العنكبوت الرصاصية. وسرعان مايصبح ويبر جزءا من مجتمع حيوانات المزرعة. وفي يوم يخبره خروف عجوز أنه أي ويبر سوف يذبح ليقدم كوجبة رئيسية في الكريسماس. يصاب ويبر بالهلع فيهرع إلى شارلوت طلبا للمساعدة. يخطر على بال شارلوت فكرة وهي كتابة كلمات على الشبكة التي تحيكها تبين فيها مدى تفوق وتميز الخنزير ويبر وهي ("بعض الخنازير "رائعة" "متوهجة" و"متواضعة")، وكانت حجتها أنه إذا صار ويبر شهيرا فانه من الصعب أن يتم ذبحه حينها.
وبفضل شارلوت فان ويبر لم يتم ذبحه فحسب بل صار حديث المقاطعة بأسرها. بل وربح جائزة خاصة في كرنفال المقاطعة. وبسبب فترة العمر القصيرة للعناكب تموت العنكبوت شارلوت ويحزن ويبر وحيوانات المزرعة ويتعهد بحماية كيس البيض الذي وضعته ويبر. وعندما يفقس بيض شارلوت في المزرعة، تخرج مها العناكب الصغيرة منتشرة في أماكن أخرى حيث تبدأ كل منها حياتها الخاصة، باستثناء ثلاث عناكب صغيرة تقرر البقاء في المزرعة ليكونوا أصدقاء ويبور وهم جوي، أرانيا ونيللي.

## أفلام

### نسخة 1973
تم تحويل الرواية إلى ثلاثة أفلام، الفيلم الأول وهو من أفلام للرسوم المتحركة تم إنتاجه العام 1973 من خلال حنا - باربارة للإنتاج وساغيتاريوس للإنتاج.

### نسخة 2003
الجزء الثاني من الفيلم تم إنتاجه العام 2003 من قبل شركة باراماونت، لكنه لم يوزع في صالات السينما، وانما تم توزيعه للعرض المنزلي عبر الفيديو.

### نسخة 2006
أنتجت باراماونت إضافة لشركات إنتاج أخرى بينها نكولديون موفيز فيلم حركي/كرتوني من بطولة داكوتا فاننغ وبأصوات جوليا روبرتس في دور العنكبوت شارلوت، عرض في 15 ديسمبر 2006.